# Krasnaja Gora (rejon kiczmiengsko-gorodiecki)
Krasnaja Gora (ros. Красная Гора) – wieś w Rosji, w rejonie kiczmiengsko-gorodieckim obwodu wołogodzkiego. W 2010 r. liczyła 11 mieszkańców.